# La Chute de John Stone
La Chute de John Stone (Stone's Fall) est un roman policier historique britannique de Iain Pears publié en 2009.
L'action se déroule principalement en Angleterre, en France et à Venise, mais à trois époques différentes : aux XXe et XIXe siècles.

## Trame du roman
La caractéristique principale de la structure du roman est son analepse presque constante : depuis le prologue qui se déroule en 1953, l'action “recule” en 1909, puis en 1890 et enfin en 1867. Ce n'est que dans l'épilogue que Iain Pears reprend l'action en 1909, ce qui implique que pour Matthew Braddock, qui représente le lecteur, le moteur véritable de l'intrigue n'est connu qu'en 1953.

## Résumé

### Prologue en 1953
Matthew Braddock, journaliste à la BBC, apprend par hasard l'enterrement d'Elizabeth Stone, morte de vieillesse à 92 ans, après avoir passé presque un demi-siècle à des actions caritatives en France. Il se rend à l'église Saint-Germain-des-Prés, où a lieu la cérémonie, et peu après se voit aborder par le notaire de la défunte, qui lui remet un paquet lui étant destiné mais qu'il ne devait pas ouvrir avant la mort d'Elizabeth.

### Londres en 1909: mort de John Stone et enquête policière
Matthew Braddock se remémore alors ses débuts comme journaliste, et la mission qui lui avait été confiée d'écrire la biographie du baron Ravenscliff, né John William Stone. Il avait alors longuement interrogé la veuve du mort, Elizabeth Stone, de qui il était tombé éperdument amoureux malgré leur différence d'âge (elle avait environ quinze ans de plus que lui). Durant son enquête, il était notamment allé s'informer sur les activités de construction navale des entreprises du défunt, sur les cercles anarchistes fréquentés anonymement par son épouse, sur Madame Boninska, une diseuse de bonne aventure fréquentée secrètement par le défunt juste avant sa mort (et morte juste avant lui) et sur une femme d'âge mûr et d'apparence très modeste qui était mentionnée sur le testament de Stone.
Le but principal de l'enquête commanditée par la veuve était l'établissement de l'identité de l'enfant de John Stone, mentionné dans son testament et pourtant inconnu de tous. Au cours de son enquête, Matthew Braddock avait notamment rencontré Henry Cort, personnage énigmatique aux pouvoirs assez étendus, qui lègue en 1953 le manuscrit par lequel il raconte à Braddock ce qui s'est réellement passé en 1890.

### Paris en 1890: le récit d'Henry Cort
Henry Cort, jeune correspondant du Times à Paris, est recruté par les services de renseignement britanniques naissants, et apprend sur place le métier d'espion. Il est formé par un certain Jules Lefevre. Son activité le mène notamment à Nancy où il entre en relations avec Élisabeth, une espionne vendant ses charmes à des officiers allemands en Moselle pour leur extorquer des renseignements militaires qu'elle fournit à l'état-major français.
Des mois plus tard, Cort se retrouve à Biarritz où il retrouve Élisabeth sous les traits de la comtesse Elizabeth Hadik-Barkoczy von Futak uns Szala. C'est également durant ce séjour qu'il fait la connaissance de John Stone, qui est déjà le patron d'une grosse entreprise d'armement naval. Encore quelques mois plus tard, alors que Cort enquête sur le passé douteux de son ex-complice et qu'il tente de mettre fin à un complot financier franco-russe dirigé contre la puissance financière britannique, il découvre effaré que le vieillissant John Stone veut épouser la jeune Elizabeth, et que celle-ci l'accepte de grand cœur.

### Venise en 1867: le récit de John Stone
Le récit que découvre Matthew Braddock est celui écrit par John Stone lui-même, qui relate son séjour vénitien, durant lequel il a rencontré Jules Lefevre, mais aussi William Cort, père d'Henry, et l’ingénieur MacIntyre, concepteur de la première torpille. Stone y narre comment le peu de sens commercial et l'entêtement de l'ingénieur l'ont conduit, afin que le projet génial mais invendable de ce dernier puisse être exploitable, à saboter le prototype de torpille et à racheter le brevet presque déjà exploitable immédiatement après l'essai raté. Mais cette manœuvre douteuse a conduit au suicide de l'ingénieur, laissant une petite fille orpheline.
Durant son séjour à Venise, il rencontre également la femme de William Cort, dont il tombe amoureux et avec laquelle il entretient une relation brève mais intense. Celle-ci lui révèle que son mari est très brutal avec elle, mais au fil du temps John finit par comprendre qu'elle manipule tout le monde. Il décide alors de la quitter.

### Dénouement du récit
La fin du récit est la découverte par John Stone, et donc par Matthew Braddock et le lecteur, de la naissance d'un enfant issu de la brève liaison vénitienne de 1867. C'est cet enfant qui hérite d'une partie de la fortune de défunt.

## Réception et critique
La construction de l'intrigue et sa remise dans un contexte historique, militaire, financier, diplomatique aussi bien que sentimental sont très appréciés des lecteurs et commentateurs,.